# 義大利巷戰
（又称義大利），為第一人稱射擊遊戲《絕對武力》系列中的一張經典人質救援模式遊戲地圖。與遊戲中的其他地圖相同，玩家被分為恐怖分子及反恐小組兩陣營，反恐小組目標是救援出人質或殲滅所有的恐怖份子，恐怖分子目標則是防止人質被反恐小組從手中救出或殲滅反恐小組。

## 地圖特色
地圖以義大利風格小鎮為背景，包括狹窄的小巷、市場、住宅區及酒窖區等，市場內有雞可以射殺互動。此外，地圖中的人質室附近有播放由盧奇亞諾·帕華洛帝演唱的歌劇《弄臣》（Rigoletto）中的《爱情是心灵的阳光》。

## 衍生版本
2020年，韓國遊戲公司Nexon在其與Valve合作開發的《絕對武力Online》中，與韓劇《屍戰朝鮮》展開聯名活動，將義大利巷戰重製為古代朝鮮風格，命名為「義大利巷戰 朝鮮篇」（Italy Joseon）。

## 現實中的相似地點

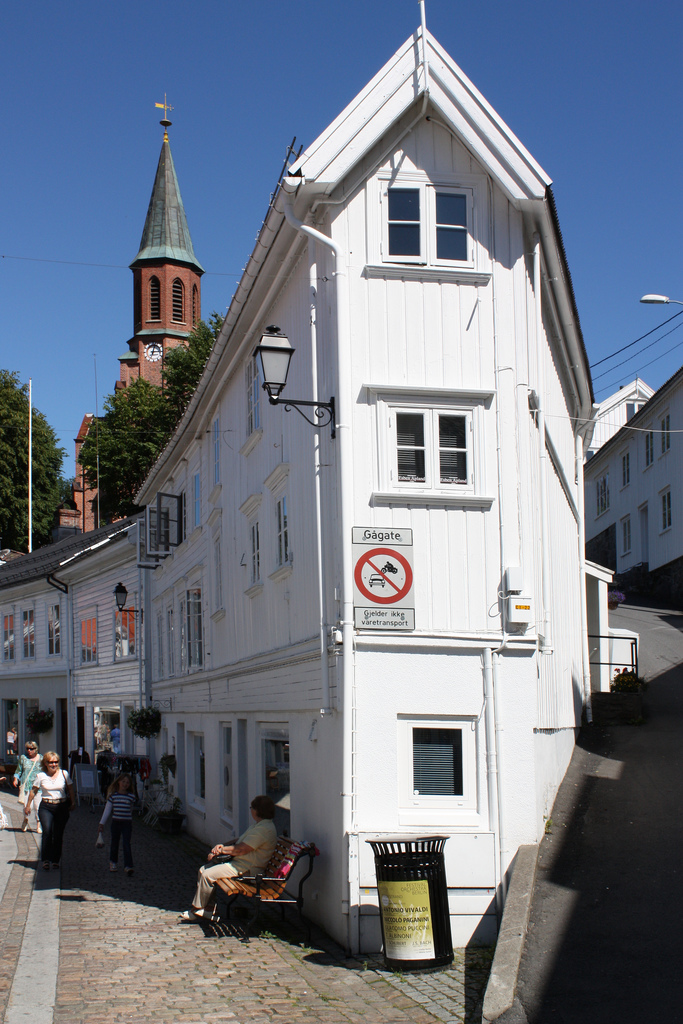
挪威特韋德斯特蘭的Strykejernet

官方沒有正式透露義大利巷戰的具體地點。而該地圖曾多次被玩家多次拿來與現實中的場景對比。台灣有網友分享一張攝於澎湖縣七美鄉42號線的相片，該地點因其Y字路口、中間的建築物，以及右側的一條上坡道路，使許多玩家聯想到遊戲地圖中之經典場景，而被戲稱為「台版義大利巷戰」。此外，亦有玩家曾發現法國波爾多附近的聖埃米利翁小鎮部分區域、台南永康區某處巷弄，以及挪威東阿格德爾特韋德斯特蘭的皆與地圖中的場景相似。

## 腳注